# کارلا کاسولا
کارلا کاسولا (ایتالیایی: Carla Cassola؛ زادهٔ ۱۵ دسامبر ۱۹۴۷ - ۲۴ ژوئیه ۲۰۲۲) بازیگر، صداپیشه و آهنگساز اهل ایتالیا است. از فیلم‌هایی که وی در آن نقش داشته‌است، می‌توان به زیبایی خطرناک، کاپیتان آمریکا، سال اسلحه، قرعه‌کشی، زوزه و دختر شیطان اشاره کرد.